# Robert Zollitsch
Robert Zollitsch (Bački Gračac, 9 augustus 1938) is een Duits geestelijke en aartsbisschop van de Rooms-Katholieke Kerk.

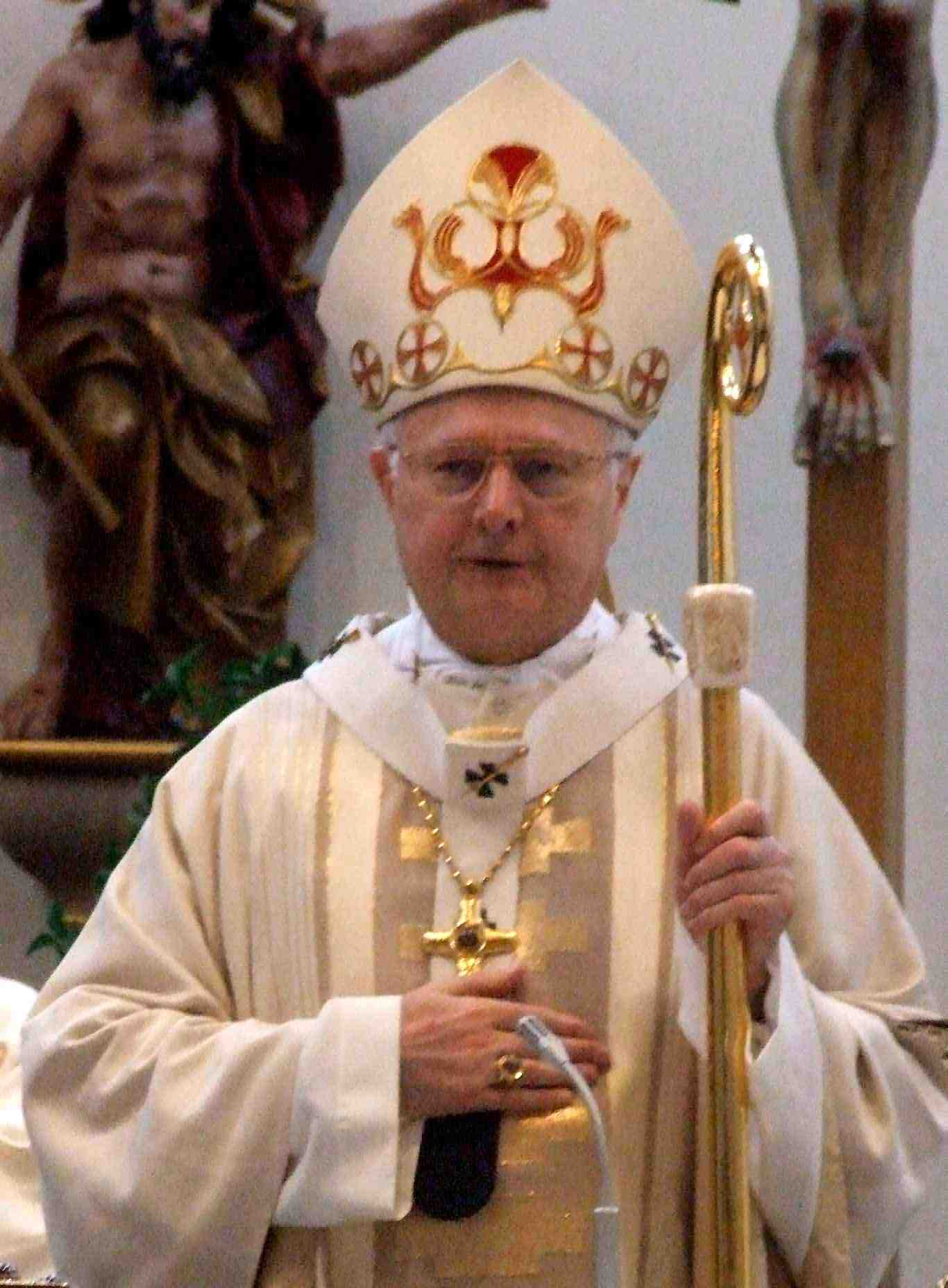
Robert Zollitsch (2006)

Zollitsch werd geboren in het voormalige Joegoslavië, in een gezin van Donau-Zwaben. Na de Tweede Wereldoorlog werd het gezin uit Servië verjaagd en vestigde zich in Tauberbischofsheim. Zollitsch trad toe tot de Schönstatt-beweging en volgde daar zijn opleiding tot priester. Hij werd op 27 mei 1965 gewijd. Hij vervulde verscheidene functies binnen de Schönstatt-beweging en binnen het aartsbisdom Freiburg, waar hij onder meer belast was met personeelszaken.
op 16 juni 2003 werd Zollitsch benoemd tot aartsbisschop van Freiburg. Hij ontving op 20 juli 2003 zijn bisschopswijding uit handen van zijn voorganger, aartsbisschop Oskar Saier, waarbij Karl kardinaal Lehmann en Giovanni Lajolo (apostolisch nuntius in Duitsland) optraden als medewijdende bisschoppen. In 2008 volgde hij Lehmann op als voorzitter van de Duitse bisschoppenconferentie. Als zodanig werd hij de belangrijkste woordvoerder namens de bisschoppenconferentie inzake het seksueel misbruik in de Kerk in Duitsland. Op 23 september 2010 maakte hij bekend dat slachtoffers van seksueel misbruik een schadevergoeding zullen krijgen van de Kerk.
Zollitsch ging op 17 september 2013 met emeritaat, nadat hij zijn ontslag had ingediend vanwege het bereiken van de 75-jarige leeftijd. Hij maakt wel zijn termijn van zes jaar - die eindigt in maart 2014 - af als voorzitter van de Duitse bisschoppenconferentie.
- Gemeinsame Normdatei: 130826030
- International Standard Name Identifier: 0000 0000 7736 2190
- Library of Congress Control Number: no2009186116
- Nederlandse Thesaurus van Auteursnamen: 163649804
- Système universitaire de documentation: 166501492
- Virtual International Authority File: 30653422
- WorldCat: E39PBJdh4GF4CCV98x8Y4JcByd